# Nyphasia fuscipennis
Nyphasia fuscipennis är en skalbaggsart som beskrevs av Charles Joseph Gahan 1890. Nyphasia fuscipennis ingår i släktet Nyphasia och familjen långhorningar. Inga underarter finns listade i Catalogue of Life.